# Сарафоново (Ивняковское сельское поселение)
Сарафоново — село в Ярославском районе Ярославской области России. 
В рамках организации местного самоуправления входит в Ивняковское сельское поселение; в рамках административно-территориального устройства включается в Бекреневский сельский округ в качестве его центра. Ранее входило в состав Бекреневского сельсовета в качестве административного центра.
День села отмечается 25 июля.

## География
Село расположено в 15 километрах от Ярославля на берегах реки Пажица. В непосредственной близости протекает эта же река. На севере граничит с деревней Зяблицы, на западе с Хозницами, на юге с Бардуково, на востоке с урочищем Самотынино и СНТ «Дорожник».

## История
Согласно Спискам населенных мест Ярославской губернии по сведениям 1859 года владельческое сельцо Сарофоново, расположенное между большими торговыми трактами в городе Суздаль и селе Осенево, относилось к 1 стану Ярославского уезда Ярославской губернии. В ней числилось 9 дворов, проживало 27 мужчин и 31 женщина.
15 марта 1975 года состоялось открытие детского сада №26 «Ветерок».
2 ноября 1977 года состоялось открытие Сарафоновской средней школы.
В 2007-2008 годах начато строительство первой очереди коттеджного посёлка «Серебряные ключи». В 2014 году — второй очереди.
В 2014 году установлен хоккейный корт.
В 2018 году начато строительство коттеджного посёлка «Сарафоново».
В 2018-2019 годах построен многоквартирный трёхэтажный дом на 24 квартиры – «Дом в Сарафоново».
В 2020 году начато строительство коттеджного посёлка «Семейный».
В 2021 году начато строительство коттеджного посёлка «Домашний». Отремонтирован дом культуры.
В 2022 году открыт продуктовый магазин «Магнит. Моя цена» (в бывшем помещении столовой с/х «Молот»). Построено торговое здание с продуктовым магазином «Пятёрочка», магазином алкогольных напитков, пекарней. Зданию присвоен адрес улица Угличская, 1.

## Население
| 1859 | 1989 | 2002  | 2007  | 2010 |
| ---- | ---- | ----- | ----- | ---- |
| 31   | ↗989 | ↗1010 | ↗1090 | ↘988 |

По состоянию на 1859 год в селе было 6 домов и проживало 31 человека.
По состоянию на 1989 год в селе проживало 989 человек.
Национальный и гендерный состав
Согласно результатам переписи 2002 года, в национальной структуре населения русские составляли 97 % из 1010 чел., из них 493 мужчин, 517 женщин.
Согласно результатам переписи 2010 года население составляло 988 человек, в том числе 439 мужчин и 549 женщин.

## Инфраструктура
Основа экономики — личное подсобное хозяйство. Работает четыре продуктовых магазина и магазин хозтоваров. Действует пилорама, совхоз «Молот», предприятия , ООО ПКФ «Полипром-Комплект», ООО «Яроблпромкомплект».

## Достопримечательности
- Храм Казанской иконы Божией Матери (построен в 1600 году)[16]. Закрыт в 1928 (по другим данным — 1935) году. В 2000 году начато восстановление. Ныне проводятся регулярные службы.
- Часовня во имя Всех Святых в Сарафоново (построена в 2006-2007 годах)[17].
- Памятник воинам-землякам, павшим в боях за Родину в годы Великой Отечественной войны 1941-1945[18].

## Социальная сфера
- Средняя школа[19]
- Детский сад №26 «Ветерок»[20]
- Дом культуры
- Баня
- Хоккейный корт
- Участковый пункт полиции
- Сарафоновская амбулатория (филиал Ярославской центральной районной больницы)[21]
- Почтовое отделение №150508 (обслуживает 179 домов в селе и близлежайших СНТ)[22]

Планируется строительство детского сада на 220 мест, спортивно-оздоровительного комплекса и открытых площадок для занятия спортом.
Ранее в селе существовали комбинат бытового обслуживания (ныне — жилые помещения), продуктовый магазин и столовая совхоза «Молот» (помещения выставлены на продажу), медицинский пункт (ныне — жилой дом на две семьи), школьная оранжерея и биостанция. Много бывших зданий совхоза «Молот» снесены.

## Инженерная инфраструктура
Распределительная электроподстанция РП 35/10 кВ. Централизованное водоснабжение от артезианских скважин, горячее — от газовых колонок. Водоснабжение от трёх артезианских скважин.

## Улицы
Кооперативная, Фестивальная, Заречная, Солнечная, Лесная, Задорожная, Семейная, Угличская.

## Транспорт
Сарафоново расположено в непосредственной близости к дороге федерального значения Р132 «Золотое кольцо». Через село проходит асфальтированная двухполосная дорога к деревне Бардуково и садам «Пахма».
Обслуживается автобусными маршрутами №№ 102 (Ярославль-Главный — Сады «Пахма») и 102А (15 микрорайон — Сады «Пахма»). По дороге Р132 «Золотое кольцо» (остановка «Совхоз «Молот») проходят автобусы №№ 153 (Ярославль-Главный — Курба), 164 (Ярославль-Главный — Большое Село), 165 (Ярославль-Главный — Тутаев), 169 (Ярославль-Главный — Варегово), 502 (Ярославль — Углич), 512 (Ярославль — Мышкин).

## Известные люди
- Иван Петрович Долгово-Сабуров (ум. 21.09.1864)[27]